# Nokcheon (Metro de Seúl)
Nokcheon Sanggye es una estación de la Línea 1 del Metro de Seúl.
- Datos: Q490629
- Multimedia: Nokcheon Station / Q490629